# Міжзоряна війна
Міжзоряна війна — включає ведення військових дій між комбатантами з різних планетарних систем. Концепт подає загальний сюжетний засіб у науковій фантастиці, особливо у піджанрі космічної опери. На противагу йому термін міжгалактична війна відноситься до війни між комбатантами з різних галактик; міжпланетна війна відноситься до війни між комбатантами з різних планет однієї сонячної системи.
Майкл Г. Хартстверджував, що, якщо люди коли-небудь розселяться на інші планетарні системи, фактична ймовірність міжзоряної війни буде низькою через величезні відстані (і отже, необхідний час на подорожі) – міжзоряна війна потребуватиме витрат значно більшої кількості часу та ресурсів, ніж потребує міжпланетна війна. На противагу, Роберт Фрейтас стверджував, що енергетичні витрати, необхідні для міжзоряної війни були б звичайними з точки зору цивілізації Типу 2 або Типу 3 за шкалою Кардашова.
У фантастичних міжпланетних війнах можна виявити сучасні звичаї. Загалом, у давніших фантастичних творах спостерігався зв'язок із колоніальною системою політики та економіки кінця XIX та початку XX століть; у творах середини XX століття часто спостерігається сильний вплив холодної війни і ледь приховані алегорії конфлікту між "вільним світом" та комуністичними країнами, із людьми (персоніфікованими у стилі американських архетипів 1950-х років) у ролі "хороших хлопців" та прибульців у ролі "поганих хлопців". Сучасна фантастична література часто використовує конфлікт, щоб досліджувати відомі недоліків в людських точках зору (особливо західних).

## Міжзоряна війна у фантастиці
Перші фантастичні роздуми відносились до міжпланетних воєн, а не міжзоряних (наприклад, роман Війна світів Г. Веллса 1898 року). Зараз, коли вважається, що інші планети сонячної системи позбавлені розумного життя, письменники наукової фантастики в основному використовують з метою полегшення ведення міжзоряної війни в тій чи іншій формі постулат двигуна надсвітлової швидкості. Письменники на кшталт Ларрі Нівена придумали правдоподібний міжпланетний конфлікт заснований на людській колонізації поясу астероїдів і зовнішніх планет технологічними засобами, що використовують сьогоднішнє розуміння законів фізики.